# Ben Wallace (ciclista)
Ben Wallace (8 de octubre de 1986) es un deportista británico que compite en ciclismo en la modalidad de BMX estilo libre. Consiguió tres medallas en los X Games.

## Medallero internacional
| \| X Games de Verano \| X Games de Verano \| X Games de Verano \| X Games de Verano \| \| Año \| Lugar \| Medalla \| Prueba \| \| ----------------- \| --------------------------- \| ----------------- \| ----------------- \| \| 2014 \| Austin (Estados Unidos) \| Medalla de plata \| Dirt \| \| 2016 \| Austin (Estados Unidos) \| Medalla de plata \| Dirt \| \| 2021 \| California (Estados Unidos) \| Medalla de bronce \| Dirt \| |                             |                   |        |
| X Games de Verano |                             |                   |        |
| Año | Lugar                       | Medalla           | Prueba |
| 2014 | Austin (Estados Unidos)     | Medalla de plata  | Dirt   |
| 2016 | Austin (Estados Unidos)     | Medalla de plata  | Dirt   |
| 2021 | California (Estados Unidos) | Medalla de bronce | Dirt   |